# G. Wolkenhauer

Klavier von Wolkenhauer

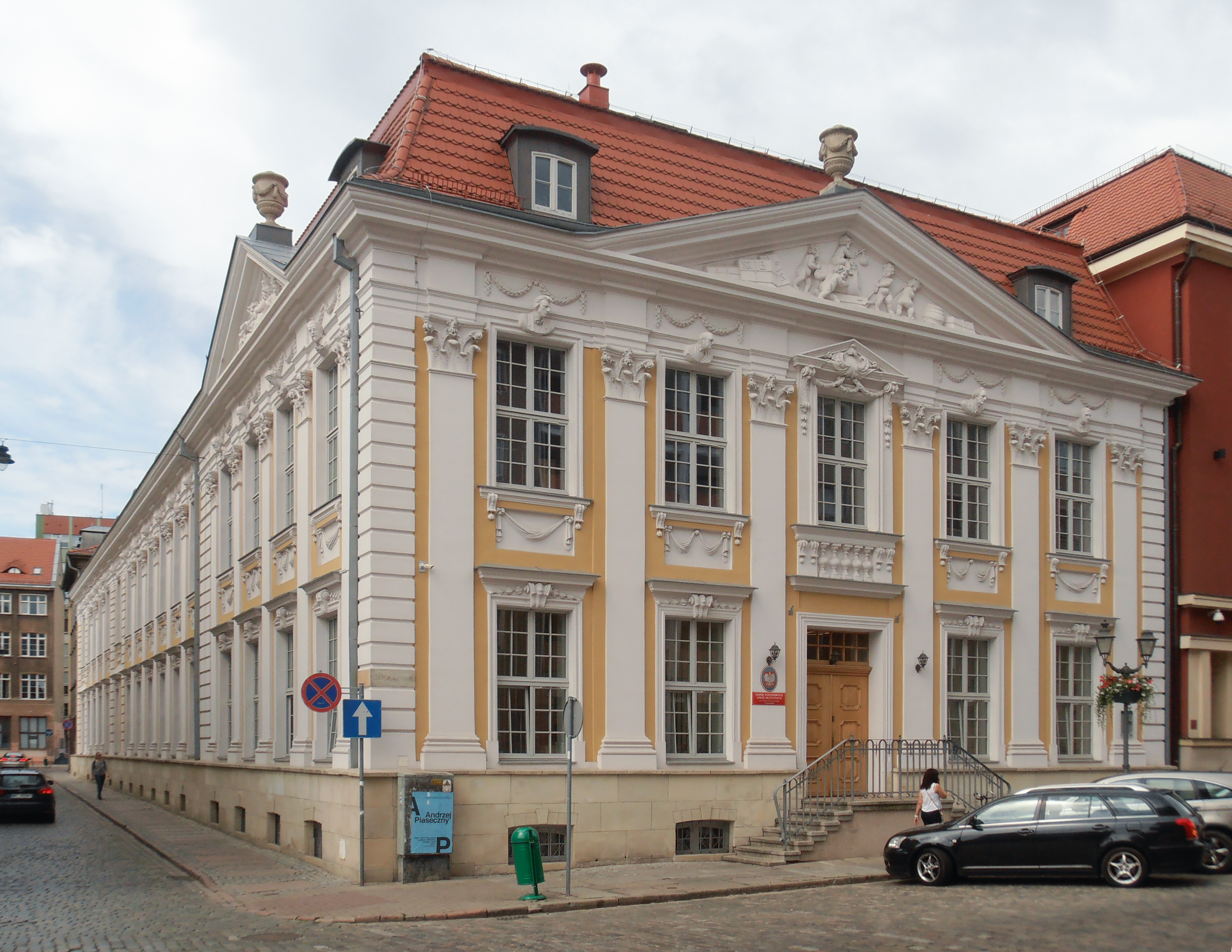
Der Velthusen-Palast, Louisenstr. 13 (ul. Staromłyńska 13) in Stettin (2018), ehem. Sitz der Firma Wolkenhauer

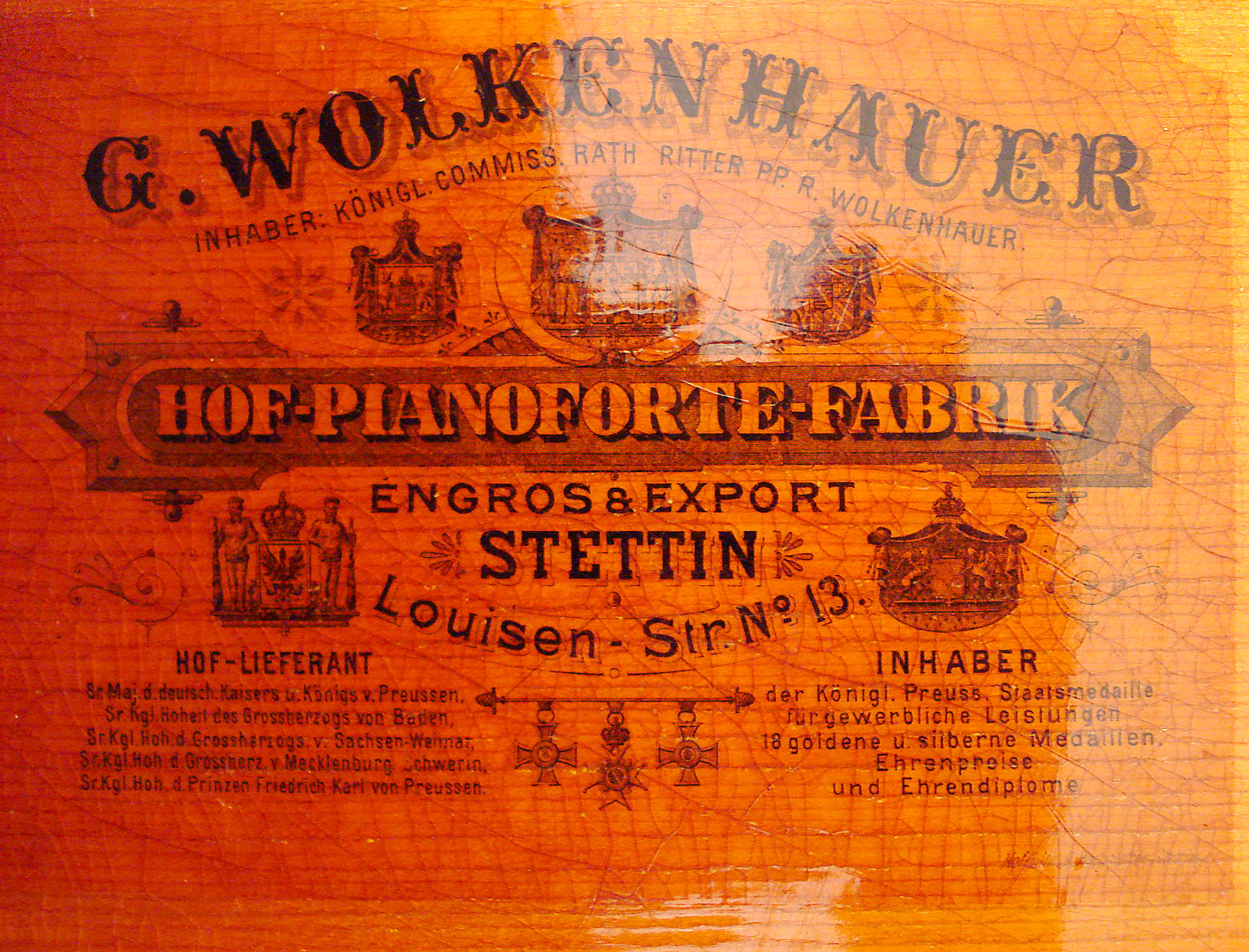
Das Firmenlabel

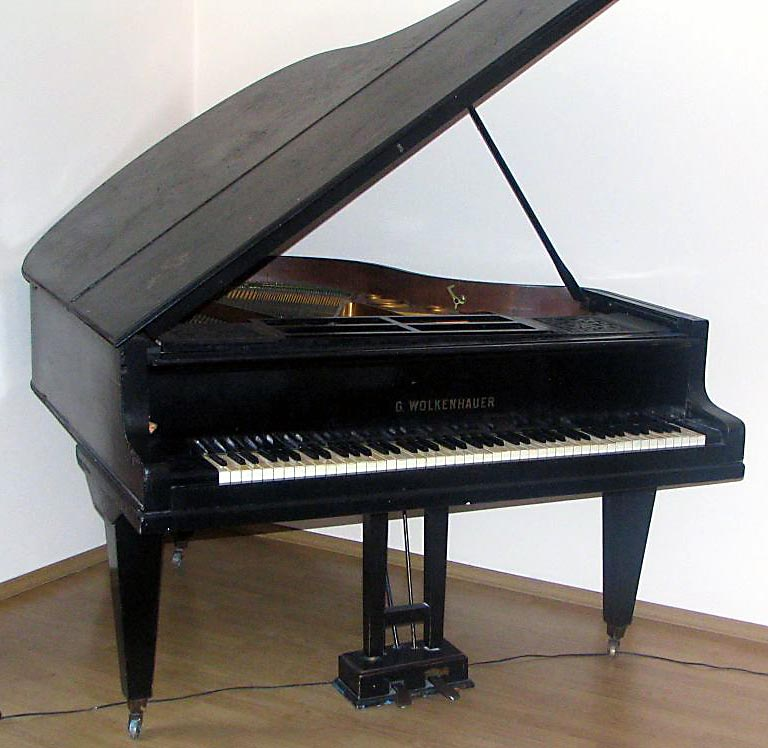
Flügel von Wolkenhauer

G. Wolkenhauer war ein Unternehmen zur Produktion von Klavieren in Stettin. Es bestand von 1853 bis 1941.

## Geschichte
Das Unternehmen wurde 1853 als Pianohandlung und Reparaturwerkstatt von Wilhelm Georg Gottfried Louis Wolkenhauer, einem damals in Stettin bekanntem Musiker, gegründet. 1857 übernahm dessen Bruder Eduard Adolf Richard, der eher kaufmännisch orientiert war, das Geschäft; die Gebrüder entstammten einer Musiker- und Lehrerfamilie aus Hannover. Richard Wolkenhauer erweiterte das Geschäft erheblich. 1870 wurde er „Königlich Preußischer Hoflieferant“ und wenig später „Hoflieferant von Baden, Weimar, Mecklenburg-Schwerin und des Prinzen Friedrich Karl von Preußen“. 1871 erwarb er die in Stettin bestehende Pianofabrik Ferdinand Huet und begann mit der Produktion von Instrumenten. 1871 gilt als Gründungsjahr der Pianofabrik, wenn sich auch bei späteren Jubiläen auf das Gründungsjahr der Pianohandlung im Jahre 1853 bezogen wurde.
Die Pianohandlung und -fertigung befanden sich von 1874 bis 1920 im Erdgeschoss des Gebäudes Louisenstr. 13, heute Łaziebna Ecke Staromłyńska, das Wolkenhauer den Weinhändler Velthusen abgekauft hatte und als Palais Velthusen bekannt ist. Er lebte dort auch privat. Im ersten Stock befand sich das Fotoatelier von Eduard Kiewning und seinen Nachfolgern Hermann Moellendorf und Christian Bachmann. Heute (2020) beherbergt das Haus, das unter Denkmalschutz steht, die Feliks-Nowowiejski-Musikschule.
1873 vergrößerte G. Wolkenhauer die Pianofabrik wesentlich, konnte aber seine Fertigungskapazitäten in Stettin nicht wie gewünscht erweitern. Daher ließ das Unternehmen Instrumente zum Teil von anderen Unternehmen in Berlin, Leipzig und Dresden fertigen. Es beteiligte sich weiterhin an anderen Pianofabriken, wie etwa an der von Johann Kuhse in Dresden, oder kaufte Produktionsstätten zu, wie etwa die Hofpianofabrik von Wilhelm Biese in Berlin, die er später an deren Gründer zurück verkaufte. 1897 wurden in Döbeln in Sachsen, im gleichen Jahr in Freiberg in Sachsen und vier Jahre später in Hannover Niederlassungen eingerichtet. Die Döbelner Niederlassung wurde zu Beginn des Jahres 1902 wieder geschlossen, die Niederlassung in Hannover Anfang 1907. Die Niederlassung in Freiberg ging in den Besitz des Musikalienhändlers Karl Ewald über. Weitere kleinere Niederlassungen bestanden noch in verschiedenen Städten.
In den Jahren 1879 und 1880 erhielt Wolkenhauer preußische Medaillen und Auszeichnungen für Leistungen auf dem Gebiet der Industrie und des Handwerks, darunter 1881 in Königsberg (Silbermedaille) und Kolberg (Silbermedaille) sowie 1883 in Landsberg an der Warthe (Silbermedaille). Laut Jahresbericht der Handelskammer in Stettin für 1883 verkaufte das Unternehmen 1200 Instrumente, hauptsächlich nach Pommern, Ost- und Westpreußen, Schleswig-Holstein, exportierte aber auch nach Schweden und Norwegen. Die genaue Zahl der insgesamt hergestellten Instrumente ist nicht bekannt; Schätzungen bewegen sich zwischen 5000 und 10.000. Wolkenhauer beschäftigte in Stettin rund 60 Mitarbeiter im Bau von Klavieren. Mehrere Erfindungen von G. Wolkenhauer zur Verbesserung des Resonanzbodens von Klavieren wurden patentiert.
Richard Wolkenhauer genoss in Stettin großes Ansehen, auch wegen seiner Wohltätigkeitsaktivitäten. Er erhielt die Ehrenmitgliedschaft in verschiedenen Musik- und Gesangsorganisationen und -verbänden. Er starb nach langer Krankheit am 23. Dezember 1905 in Stettin. Sein Bruder Georg, der Namensgeber von G. Wolkenhauer, war schon 1864 verstorben.
Nach dem Tod von Richard Wolkenhauer wurde das Unternehmen von seinen Erben weitergeführt: der Witwe Karoline, der Tochter Lina und dem Enkel Kurt Wartenberg sowie von einem langjährigen Mitarbeiter als Geschäftsführer. Das Unternehmen hatte nicht nur eigene Niederlassungen und Repräsentanzen, die Klaviere wurden auch von selbständigen Händlern zu Fabrikpreisen vertrieben. So bot ein Musiklehrer aus Stolp um 1876 Wolkenhauer-Klaviere an. Ein Klavierbauer aus Lauenburg i. Pom. bewarb die Instrumente als „hervorragende Klaviere aus der berühmten Hofklavierfabrik von G. Wolkenhauer“ und gewährte eine zehnjährige Garantie.
Am 25. Mai 1913 wurde das 60-jährige Jubiläum des Unternehmens gefeiert. 1921 ging es in den Besitz des Kaufmanns Fritz Bartholdt über, der das Geschäft unter dem alten Namen am Königsplatz (Plac Żołnierza Polskiego) weiterführte. 1928 nahm G. Wolkenhauer den Vertrieb von Electrola-Apparaten und Platten ins Programm. 1936 erfolgte die Vereinigung mit der Piano-Handlung Bartholdt zur Firma Bartholdt-Wolkenhauer. Damit „kamen die beiden ältesten Stettiner Klavier-Fachgeschäfte zusammen. Die Fabrikräume der Pianofabrik sind nach wie vor in der Barnimstraße 30 verblieben“.
Wegen des Zweiten Weltkriegs musste das Unternehmen 1941 seine Produktion einstellen und geschlossen werden. Einige Wolkenhauer-Instrumente befinden sich in Privatbesitz und in einigen Museen, darunter im Nationalmuseum Stettin (1870–80 mit der Fabriknummer 244) und im Museum für Industriegeschichte in Opatówek bei Kalisz. Ein weiteres Wolkenhauer-Klavier befindet sich im Haus Stettin in Lübeck. Ein historisches Instrument aus dem 19. Jahrhundert befindet sich auch im Königsberger Dom im heutigen Kaliningrad.